# Kovács Zsolt (vezetőedző)
Kovács Zsolt (Budapest, 1974, október 4. –) magyar amerikaifutball-edző, aki jelenleg a Budapest Hurricanes vezetőedzője, és a magyar válogatott támadókoordinátora.

## Korai évek
Az amerikaifutball sportág Magyarországon történő felvirágoztatásában kiemelkedő szerepet játszott, hiszen ő volt az, aki a sportágat szerető fiatalokat 2004-ben egy asztalhoz ültette. Tevékenységének köszönhetően megalakult az első amerikaifutball-egyesület Magyarországon, a Budapest Wolves.

## Játékosi karrier
A csapatvezetés mellett játékosként is szerepet vállalt, előbb running back, később linebacker pozícióban. Játékos pályafutását 2005-ben fejezte be.

## Edzői karrier

### Budapest Wolves Juniors (2005–2009)
2005 őszén elvállalta a Budapest Wolves junior csapatánál a vezetőedzői szerepkört, mely az első magyarországi korosztályos csapat felépítésének és edzésének feladatait jelentette.

2007 tavaszán a junior csapat mellett összeállította és felkészítette a Budapest Wolves második számú csapatát a felnőtt magyar bajnokságra.

### Budapest Hurricanes (2009–)
2009-ben vállalta el a Budapest Hurricanes felnőtt csapatának vezetőedzői pozícióját.

#### 2010
A Hurricanes még nem vehetett a hazai bajnoki sorozatban, így összesen három, külföldi csapat ellen  játszott barátságos mérkőzésen mutatkozott be Kovács Zsolt a csapat vezetőedzőjeként.

#### 2011
A Hurricanes-szel új résztvevőként az magyar és a osztrák legalsóbb osztályt is megnyerte, utóbbival az első olyan magyar amerikaifutball-csapat lett a Budapest Hurricanes, amely külföldi felnőtt bajnokságban szerzett aranyérmet.

#### 2012
Bár a Budapest Hurricanes mind az első alkalommal kiírt, négyfős magyar kiemelt ligában (HFL) veretlen alapszakaszt követően, mind az osztrák DIV2-ben döntőig jutott, mindkét ligában megállították menetelését a ligabeli ellenfelek, így ezt az évet 2 ezüstéremmel zárta a csapat. Ennek ellenére Kovács Zsolt alakulata a magyar alapszakaszban újabb történelmet írt, miután megtörte a Budapest Wolves majdnem tízéves hazai veretlenségi sorozatát, hiszen az alapszakaszban hazai pályán 33-27-es múlta felül Kovács Zsolt csapata a Farkasokat.

#### 2013
Tavasszal az először megrendezésre került IFAF CEI Interliga küzdelmein vett részt a Hurricanes. A négycsapatos sorozatban végül 2-3-as mutatóval a harmadik helyen zárt a Hurricanes.

Az immár öt csapatra bővült HFL-t alapszakaszát Hurricanes ezúttal is veretlenül zárta. A döntőben a tavalyihoz hasonlóan a Budapest Wolves várt a Hurricanes-re, ezúttal azonban a Hurrikánok nyerték a meccset 28-24-re, és ezzel magyar bajnok lettek.